# Andy Ward (rugby à XV)
Pour les articles homonymes, voir Andy Ward et Ward.
Pas d'image ? Cliquez ici

a Compétitions nationales et continentales officielles uniquement.

b Matchs officiels uniquement.
Dernière mise à jour le 3 octobre 2022.
Andrew (Andy) James Ward, né le 8 septembre 1970 à Whangarei, est un joueur de rugby à XV, d’origine néo-zélandaise, qui a joué avec l'équipe d'Irlande de 1998 à 2001, évoluant au poste de troisième ligne aile.

## Carrière

### En club
Originaire de Nouvelle-Zélande, Andy Ward rejoint l'Irlande en 1994, et le Ballynahinch RFC évoluant en All-Ireland League. Il rejoint ensuite la province de l'Ulster en 1997, et joue avec cette équipe jusqu'à sa retraite sportive en 2005.

### En équipe nationale
Il obtient sa première cape internationale à l’occasion d’un test match le 7 mars 1998 contre l'équipe de France. Il participe au Tournoi des cinq/six nations de 1998 à 2001. Ward participe à la coupe du monde 1999 mais l'Irlande qui termine deuxième de son groupe est éliminée en match de barrage contre l'Argentine. Il connaît sa dernière sélection le 17 février 2001 contre la France.
- 28 sélections
- 15 points (3 essais)
- Sélections par années : 8 en 1998, 11 en 1999, 7 en 2000, 2 en 2001
- Tournois des cinq/six nations disputés : 1998, 1999, 2000 et 2001.
- Participation à la coupe du monde de 1999 : quatre matchs (États-Unis, Australie, Roumanie, Argentine) et un essai.

## Palmarès

### En club
- Coupe d'Europe :
  - Vainqueur (1) : 1999